# Мхламбаньятсі (місто)
Мхламбанья́тсі — місто в Есватіні. Розташоване в західній частині країни, у районі Манзіні і є центром однойменного округу. 

## Географія
Знаходиться за 35 км на північний захід від Манзіні та за 18 км на південний захід від Мбабане.

### Клімат
Місто знаходиться у зоні, котра характеризується океанічним кліматом субтропічних нагір'їв. Найтепліший місяць — січень із середньою температурою 20.5 °C (68.9 °F). Найхолодніший місяць — червень, із середньою температурою 12.7 °С (54.9 °F).
| Клімат Мхламбаньятсі    | Клімат Мхламбаньятсі | Клімат Мхламбаньятсі | Клімат Мхламбаньятсі | Клімат Мхламбаньятсі | Клімат Мхламбаньятсі | Клімат Мхламбаньятсі | Клімат Мхламбаньятсі | Клімат Мхламбаньятсі | Клімат Мхламбаньятсі | Клімат Мхламбаньятсі | Клімат Мхламбаньятсі | Клімат Мхламбаньятсі | Клімат Мхламбаньятсі |
| Показник                | Січ.                 | Лют.                 | Бер.                 | Квіт.                | Трав.                | Черв.                | Лип.                 | Серп.                | Вер.                 | Жовт.                | Лист.                | Груд.                | Рік                  |
| Середня температура, °C | 20,5                 | 20,4                 | 19,6                 | 17,3                 | 15,2                 | 12,7                 | 13                   | 14,6                 | 16,7                 | 17,5                 | 18,5                 | 19,8                 | 17,2                 |
| Норма опадів, мм        | 232.7                | 189                  | 133.8                | 83.2                 | 32.3                 | 14.2                 | 18.8                 | 31.3                 | 64.6                 | 127                  | 183.8                | 190.2                | 1300.9               |
| Днів з опадами          | 14,3                 | 11,6                 | 10,3                 | 7,7                  | 3,8                  | 2,2                  | 2                    | 3,3                  | 6                    | 11,4                 | 14,8                 | 14,1                 | 101,5                |
| Вологість повітря, %    | 73.2                 | 74.1                 | 73.6                 | 71.3                 | 62.9                 | 57.6                 | 54.4                 | 55.3                 | 58.7                 | 65.3                 | 71.3                 | 71.9                 | 65.8                 |
| ----------------------- | -------------------- | -------------------- | -------------------- | -------------------- | -------------------- | -------------------- | -------------------- | -------------------- | -------------------- | -------------------- | -------------------- | -------------------- | -------------------- |
| Джерело: Weatherbase    |                      |                      |                      |                      |                      |                      |                      |                      |                      |                      |                      |                      |                      |

## Транспорт
Містечко розташоване на автотрасі MR19.

## Населення
Населення міста:
- 1986 рік — 2 075 осіб
- 1997 рік — 2 553 осіб
- 2010 рік — 2 139 осіб